# Hodgkins (Illinois)
Pour les articles homonymes, voir Hodgkin.
Hodgkins est un village situé dans le comté de Cook en proche banlieue de Chicago dans l'État de l'Illinois aux États-Unis.

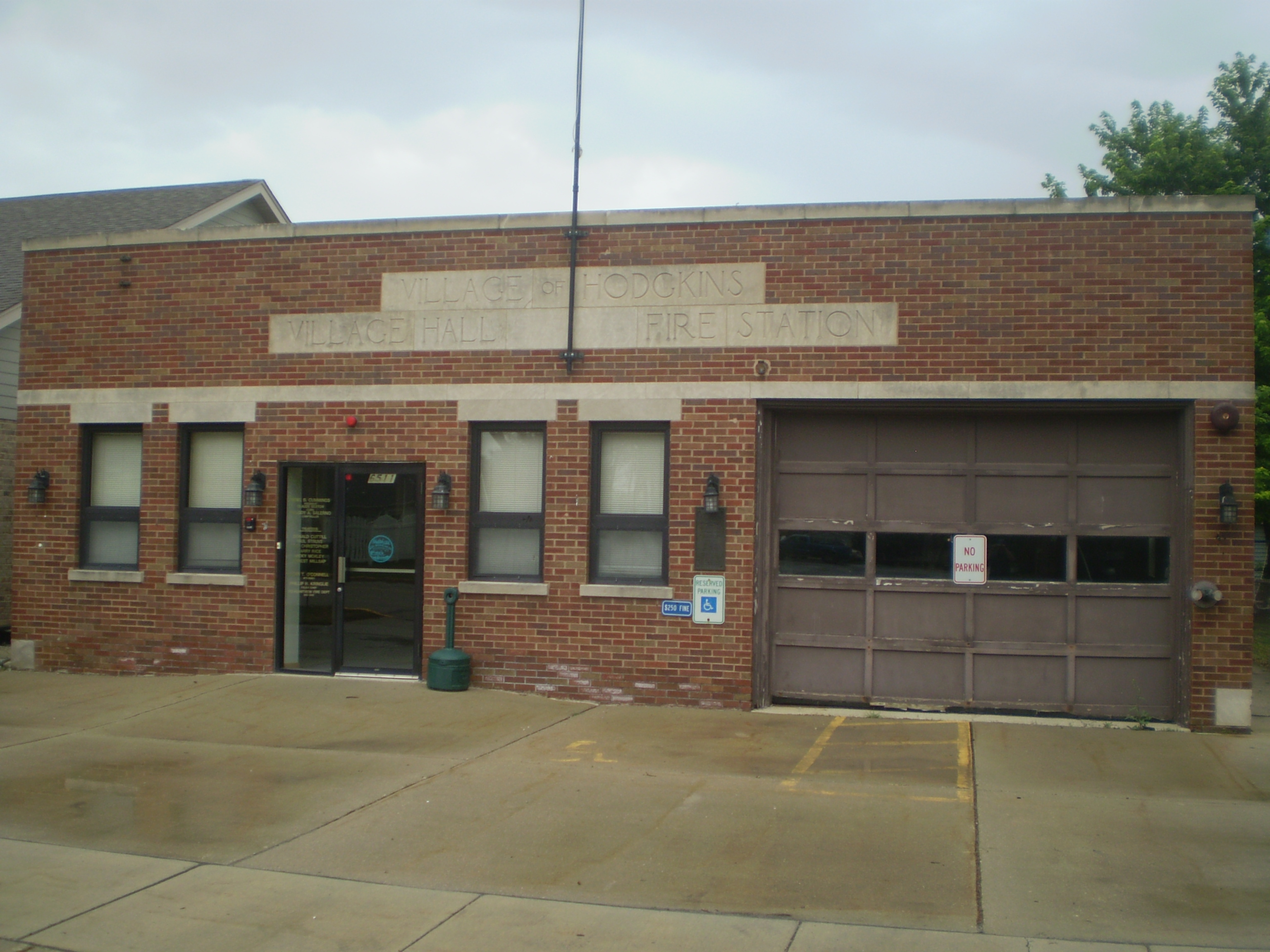
Le Old Hodgkins Village Hall & Fire Station a été érigé en 1940 pour remplacer l'original qui a été détruit par un incendie. Le bâtiment rénové se trouve au 6511 Kane Avenue et abrite la Village of Hodgkins Historical Society.